# Wydział Biologii Uniwersytetu Warszawskiego
Wydział Biologii Uniwersytetu Warszawskiego (WB UW) – jeden z 25 wydziałów Uniwersytetu Warszawskiego.

## Historia
Wydział powstał w 1969 roku, wskutek reorganizacji istniejącego od 1951 roku Wydziału Biologii i Nauk o Ziemi.

## Kierunki studiów
Dostępne kierunki:
- Biologia (studia I i II stopnia)
- Biotechnologia (studia I i II stopnia)
- Ochrona środowiska (studia I i II stopnia)

## Poczet dziekanów
1. prof. dr Alina Skirgiełło (1969–1975)
2. prof. dr Irena Rejment-Grochowska (1975–1978)
3. dr hab. Kazimierz Albin Dobrowolski (1978–1979)
4. prof. dr hab. Ewa Pieczyńska (1979–1981)
5. prof. dr hab. Zbigniew Kwiatkowski (1981–1984)
6. prof. dr hab. Bronisław Cymborowski (1984–1987)
7. prof. dr hab. Stanisław Lewak (1987–1993)
8. prof. dr hab. Ewa Symonides (1993–1999)
9. prof. dr hab. Michał Kozakiewicz (1999–2005)
10. prof. dr hab. Joanna Pijanowska (2005–2012)
11. prof. dr hab. Agnieszka Mostowska (2012–2020)
12. prof. dr hab. Krzysztof Spalik (od 2020)

## Władze Wydziału
W kadencji 2020–2024:
| Stanowisko                       | Imię i nazwisko                |
| -------------------------------- | ------------------------------ |
| Dziekan                          | prof. dr hab. Krzysztof Spalik |
| Prodziekan ds. organizacji badań | dr hab. Piotr Bębas            |
| Prodziekan ds. finansowych       | prof. dr hab. Łukasz Drewniak  |
| Prodziekan ds. studenckich       | dr hab. Magdalena Markowska    |

## Struktura organizacyjna

### Instytut Biochemii
Dyrektor: dr hab. Anna Szakiel
- Zakład Biochemii Roślin
- Zakład Biologii Molekularnej
- Zakład Regulacji Metabolizmu

### Instytut Biologii Eksperymentalnej i Biotechnologii Roślin
Dyrektor: prof. dr hab. Paweł Sowiński
- Zakład Anatomii i Cytologii Roślin
- Zakład Bioenergetyki Roślin
- Zakład Molekularnych Podstaw Homeostazy Metali u Roślin
- Zakład Ekofizjologii Molekularnej Roślin
- Zakład Biologii Systemów
- Pracownia Fitotronowa

### Instytut Biologii Ewolucyjnej
Dyrektor: dr hab. Rafał Milanowski
- Biologia mikroorganizmów eukariotycznych
- Filogeneza i ewolucja roślin
- Laboratorium Bioinformatyki Strukturalnej
- Mykologia
- Paleobiologia
- PARADIVE

### Instytut Biologii Funkcjonalnej i Ekologii
Dyrektor: dr hab. Paweł Majewski
- Zakład Hydrobiologii
- Zakład Ekologii
- Zakład Fizjologii Zwierząt
- Zakład Parazytologii
- Zakład Immunologii

### Instytut Biologii Rozwoju i Nauk Biomedycznych
Dyrektor: prof. dr hab. Maria Anna Ciemerych-Litwinienko
- Zakład Cytologii
- Zakład Embriologii
- Zakład Eko-epidemiologii Chorób Pasożytniczych
- Grupa Badawcza Neurobiologii Komórkowej

### Instytut Biologii Środowiskowej
Dyrektor: prof. dr hab. Małgorzata Suska–Malawska
- Zakład Ekologii i Ochrony Środowiska
- Zakład Ekotoksykologii
- Zakład Molekularnej Fizjologii Roślin

### Instytut Genetyki i Biotechnologii
Dyrektor: prof. dr hab. Paweł Golik

### Instytut Mikrobiologii
Dyrektor: prof. dr hab. Łukasz Dziewit
- Zakład Fizjologii Bakterii
- Zakład Genetyki Bakterii
- Zakład Geomikrobiologii
- Zakład Mikrobiologii i Biotechnologii Środowiskowej
- Zakład Mikrobiologii Medycznej
- Zakład Mikrobiologii Molekularnej
- Zakład Wirusologii Molekularnej

### Pracownie
| Pracownia                    | Kierownik                |
| ---------------------------- | ------------------------ |
| Pracownia Obrazowania        | dr Julita Nowakowska     |
| Pracownia Izotopowa          | dr Monika Asztemborska   |
| Pracownia Dydaktyki Biologii | dr Marcin Chrzanowski    |
| Zielnik                      | dr Maja Graniszewska     |
| Zwierzętarnia                | dr inż. Katarzyna Kisiel |

### Pozostałe jednostki
| Jednostka                                                                                         | Kierownik                        |
| ------------------------------------------------------------------------------------------------- | -------------------------------- |
| Ogród Botaniczny                                                                                  | prof. dr hab. Marcin Zych        |
| Białowieska Stacja Geobotaniczna                                                                  | prof. dr hab. Bogdan Jaroszewicz |
| Mazurskie Centrum Bioróżnorodności i Edukacji “KUMAK” im. prof. K. A. Dobrowolskiego w Urwitałcie | mgr Grzegorz Górecki             |
| Stacja Hydrobiologiczna w Pilchach                                                                | dr hab. Mirosław Ślusarczyk      |